# Нюркаева, Анна Захаровна
А́нна Заха́ровна Нюрка́ева (5 октября 1927, Кунгур, Уральская область (РСФСР) — 18 апреля 2004) — советский и российский историк-балканист, специалист в области новейшей истории Сербии. Доктор исторических наук (1980), профессор Пермского университета, почётный работник высшего профессионального образования Российской Федерации.

## Биография
С отличием окончила Кунгурское педагогическое училище (1945) и исторический факультет Молотовского государственного педагогического института (1949). Училась в аспирантуре сектора истории феодализма Института славяноведения АН СССР, где работала по теме: «Феодальное поместье в Сербии XIV в.», вела семинарские занятия по истории средних веков для студентов исторического и литературного факультетов МолГПИ. В 1955 году в МОПИ им. Н. К. Крупской защитила кандидатскую диссертацию «Положение крестьянства в Сербии в XIV—XV вв.».
В 1960—1970-е годы работала доцентом кафедры всеобщей (новой и новейшей) истории Пермского государственного университета. В 1979 году в МГУ защитила докторскую диссертацию «Рабочее и социалистическое движение Сербии в эпоху предвоенного империализма (1900—1914 гг.)». С 1981 до сентября 1999 года — заведующая кафедрой истории Древнего мира и Средних веков ПГУ. Читала общие курсы «История Средних веков», «История южных и западных славян», спецкурс «Балканские конфликты XX века».
Научные интересы связаны с историей балканских народов. Разработала научную концепцию становления и развития рабочего и социалистического движения в Сербии рубежа
XIX и XX столетий. Выявила факторы, закономерности, специфику социал-демократического движения на Балканах. В последние годы исследовала проблемы балканских конфликтов
XX в.
Опубликовала 74 работы, в том числе монографию и циклы статей о югославском кризисе конца XX века, генезисе болгарской и сербской наций. Руководила студенческой научной работой историко-политологического факультета ПГУ; с 1988 года под её редакцией были изданы 6 сборников студенческих работ.
Награждена значком «Отличник высшей школы».

## Основные работы
Книги
- Балканы во взглядах Л. Д. Троцкого. — Пермь: Изд-во Перм. ун-та, 1994. — ISBN 5-8241-0069-1

Статьи
- Положение рабочего класса Сербии в начале XX века // Учёные записки Пермского гос. ун-та. 1962. Т. 21. Вып. 4;
- Рабочее движение 1905—1907 гг. в Сербии // Учёные записки Пермского гос. ун-та. 1963. Т. 113;
- К истории борьбы течений в Сербской социал-демократической партии в годы первой мировой войны // Учёные записки Пермского гос. ун-та. 1968. Т. 172;
- Сербская социал-демократическая партия и Балканские войны // Вопросы истории международного рабочего движения. Вып. 6. Ч. II. Пермь, 1968;
- Идеологическая борьба в Сербской социал-демократической партии в начале XX в. // Советское славяноведение. 1974. № 1;
- Майский переворот 1903 г. в Сербии // Вопросы истории. 1977. № 7.